# Antonio Vacca (calciatore)
Antonio Junior Vacca (Napoli, 20 maggio 1990) è un calciatore italiano, centrocampista svincolato.

## Caratteristiche tecniche
Centrocampista molto tecnico, dotato di grande visione di gioco, viene impiegato prevalentemente come regista; per le sue caratteristiche è stato paragonato a Marco Verratti.

## Carriera
Cresciuto nel settore giovanile del Benevento, ha esordito in prima squadra il 22 febbraio 2009, nella partita di campionato persa per 2-1 contro la Ternana, sostituendo al 72º minuto Daniele Cinelli. 
Nel 2009 ha partecipato al Torneo di Viareggio, essendo stato ceduto in prestito al Palermo proprio per disputare tale competizione.
Il 21 ottobre seguente segna la prima rete tra i professionisti, in occasione della vittoria per 11-0 ottenuta in Coppa Italia Lega Pro contro la Pro Vasto. Il 13 luglio 2012 passa in prestito al Barletta; poco impiegato dal club pugliese, il 31 gennaio 2013 si trasferisce al Livorno, con cui al termine della stagione conquista la promozione in Serie A. Rientrato al Benevento, nel dicembre del 2013, dopo aver offeso la tifoseria della squadra tramite un post su Facebook, rescinde il contratto che lo legava ai giallorossi. Qualche settimana più tardi viene tesserato dal Catanzaro, con cui firma un contratto di un anno e mezzo.
Il 20 gennaio 2015 passa alla Reggiana, che lascia nel novembre seguente dopo essere stato vicino al trasferimento, poi non concretizzato, al Catania. Nel gennaio del 2016 viene tesserato dal Foggia, con cui vince una Coppa Italia di categoria, una Supercoppa e conquista la promozione in Serie B. Nel corso dell'esperienza con i Satanelli subisce anche una squalifica di un mese a causa di commenti sessisti rivolti contro la tifoseria del Benevento.
L'11 gennaio 2018 viene ceduto al Parma, firmando un biennale, con cui ottiene la terza promozione in carriera, la seconda nella massima serie. Il 31 agosto seguente passa a titolo temporaneo alla Casertana; nel successivo mese di gennaio subisce un tentativo di rapina a Napoli, ricevendo subito la solidarietà del club rossoblù. Il 16 luglio 2019 viene acquistato dal Venezia, con cui si lega fino al 2022. Nell'aprile del 2020 diventa il primo giocatore della serie cadetta a risultare positivo alla COVID-19, da cui guarisce in tre settimane. Dopo avere ottenuto la promozione in Serie A (la terza per lui) con il club veneto, esordisce in massima serie il 27 agosto 2021 in occasione della sconfitta per 3-0 contro l'Udinese. L'8 settembre 2022 rescinde il proprio contratto con i lagunari.
Dopo un breve periodo da svincolato, il 19 gennaio 2023 Vacca fa ufficialmente ritorno al Foggia, in Serie C, con cui firma un contratto valido fino al 30 giugno 2024. Dopo 15 presenze in un anno (10 in campionato e 5 nei play-off), il 25 gennaio 2024 rescinde il contratto con i foggiani..
Nell'agosto 2024 firma con la Scafatese, compagine neopromossa in Serie D con il quale conclude la carriera calcistica.

## Statistiche

### Presenze e reti nei club
Statistiche aggiornate al 30 aprile 2024.
| Stagione         | Squadra          | Campionato       | Campionato | Campionato | Coppe nazionali | Coppe nazionali | Coppe nazionali | Coppe continentali | Coppe continentali | Coppe continentali | Altre coppe | Altre coppe | Altre coppe | Totale | Totale |
| Stagione         | Squadra          | Comp             | Pres       | Reti       | Comp            | Pres            | Reti            | Comp               | Pres               | Reti               | Comp        | Pres        | Reti        | Pres   | Reti   |
| ---------------- | ---------------- | ---------------- | ---------- | ---------- | --------------- | --------------- | --------------- | ------------------ | ------------------ | ------------------ | ----------- | ----------- | ----------- | ------ | ------ |
| 2008-2009        | Benevento        | 1D               | 1          | 0          | CI+CI-LP        | 0               | 0               | -                  | -                  | -                  | -           | -           | -           | 1      | 0      |
| 2009-2010        | Benevento        | 1D               | 11+2       | 1          | CI+CI-LP        | 0+4             | 1               | -                  | -                  | -                  | -           | -           | -           | 17     | 2      |
| 2010-2011        | Benevento        | 1D               | 24         | 1          | CI+CI-LP        | 2+1             | 0               | -                  | -                  | -                  | -           | -           | -           | 27     | 1      |
| 2011-2012        | Benevento        | 1D               | 23         | 4          | CI+CI-LP        | 2+1             | 1+0             | -                  | -                  | -                  | -           | -           | -           | 26     | 5      |
| 2012-gen. 2013   | Barletta         | 1D               | 3          | 0          | CI+CI-LP        | 1+1             | 0               | -                  | -                  | -                  | -           | -           | -           | 5      | 0      |
| gen.-giu. 2013   | Livorno          | B                | 2          | 0          | CI              | -               | -               | -                  | -                  | -                  | -           | -           | -           | 2      | 0      |
| 2013-gen. 2014   | Benevento        | 1D               | 10         | 0          | CI+CI-LP        | 3+1             | 0               | -                  | -                  | -                  | -           | -           | -           | 14     | 0      |
| Totale Benevento | Totale Benevento | Totale Benevento | 71         | 6          |                 | 14              | 2               |                    | -                  | -                  |             | -           | -           | 85     | 8      |
| gen.-giu. 2014   | Catanzaro        | 1D               | 10+1       | 0          | CI+CI-LP        | -               | -               | -                  | -                  | -                  | -           | -           | -           | 11     | 0      |
| 2014-gen. 2015   | Catanzaro        | LP               | 20         | 0          | CI+CI-LP        | 2+0             | 0               | -                  | -                  | -                  | -           | -           | -           | 22     | 0      |
| Totale Catanzaro | Totale Catanzaro | Totale Catanzaro | 31         | 0          |                 | 2               | 0               |                    | -                  | -                  |             | -           | -           | 33     | 0      |
| gen.-giu. 2015   | Reggiana         | LP               | 15+3       | 0          | CI-LP           | -               | -               | -                  | -                  | -                  | -           | -           | -           | 18     | 0      |
| nov. 2015        | Reggiana         | LP               | 0          | 0          | CI+CI-LP        | 1+0             | 0               | -                  | -                  | -                  | -           | -           | -           | 1      | 0      |
| Totale Reggiana  | Totale Reggiana  | Totale Reggiana  | 18         | 0          |                 | 1               | 0               |                    | -                  | -                  |             | -           | -           | 19     | 0      |
| gen.-giu. 2016   | Foggia           | LP               | 15+5       | 2          | CI+CI-LP        | 0+5             | 1               | -                  | -                  | -                  | -           | -           | -           | 25     | 3      |
| 2016-2017        | Foggia           | LP               | 32         | 1          | CI+CI-LP        | 0               | 0               | -                  | -                  | -                  | S-LP        | 2           | 1           | 34     | 2      |
| 2017-gen. 2018   | Foggia           | B                | 18         | 0          | CI              | 2               | 0               | -                  | -                  | -                  | -           | -           | -           | 20     | 0      |
| gen.-giu. 2018   | Parma            | B                | 11         | 0          | CI              | -               | -               | -                  | -                  | -                  | -           | -           | -           | 11     | 0      |
| 2018-2019        | Casertana        | C                | 27+1       | 0          | CI+CI-C         | 0+1             | 0               | -                  | -                  | -                  | -           | -           | -           | 29     | 0      |
| 2019-2020        | Venezia          | B                | 16         | 0          | CI              | 1               | 0               | -                  | -                  | -                  | -           | -           | -           | 17     | 0      |
| 2020-2021        | Venezia          | B                | 14         | 0          | CI              | 1               | 0               | -                  | -                  | -                  | -           | -           | -           | 15     | 0      |
| 2021-2022        | Venezia          | A                | 21         | 0          | CI              | 1               | 0               | -                  | -                  | -                  | -           | -           | -           | 22     | 0      |
| Totale Venezia   | Totale Venezia   | Totale Venezia   | 51         | 0          |                 | 3               | 0               |                    | -                  | -                  |             | -           | -           | 54     | 0      |
| gen.-giu. 2023   | Foggia           | C                | 2+5        | 0          | CI-C            | -               | -               | -                  | -                  | -                  | -           | -           | -           | 7      | 0      |
| 2023-gen. 2024   | Foggia           | C                | 8          | 0          | CI-C            | 2               | 0               | -                  | -                  | -                  | -           | -           | -           | 10     | 0      |
| Totale Foggia    | Totale Foggia    | Totale Foggia    | 85         | 3          |                 | 9               | 1               |                    | -                  | -                  |             | 2           | 1           | 94     | 5      |
| Totale carriera  | Totale carriera  | Totale carriera  | 300        | 9          |                 | 30              | 3               |                    | -                  | -                  |             | 2           | 1           | 332    | 13     |

## Palmarès

### Club
- Coppa Italia Serie C:

Foggia: 2015-2016
- Serie C:

Foggia: 2016-2017 (girone C)
- Supercoppa Serie C:

Foggia: 2017